# Рыбаков, Николай Степанович
Николай Степанович Рыбаков (1925—1945) — советский старшина, участник Великой Отечественной войны, наводчик самоходной артиллерийской установки 1222-го самоходно-артиллерийского Новгородского орденов Кутузова и Александра Невского полка. Герой Советского Союза.

## Биография
Родился в 1925 году в деревне Никольевка ныне Балашовского района Саратовской области. Русский. Член ВЛКСМ.
Окончив семилетку, работал трактористом в колхозе. В Красную Армию мобилизован в 1943 году и был определён в 1222-й отдельный самоходный артиллерийский полк 10-го гвардейского танкового корпуса 4-й танковой армии на 1-й Украинский фронт.
Участвовал в освобождении Украины и Польши. Имел три благодарности от командования за отличия в боях.
31 января 1945 года в составе полка вступил в бой за деревню Ламперсдорф (ныне Zaborów, гмина Сьцинава, Любинский повят, Нижнесилезское воеводство, Польша), где получил смертельные ранения. Скончался в госпитале 2 февраля 1945 года. Был похоронен в селе Винциг (ныне Wińsko, гмина Виньско, Волувский повят, Нижнесилезское воеводство, Польша).
Звание Героя Советского Союза Рыбакову Николаю Степановичу присвоено 10 апреля 1945 года посмертно за отвагу и мужество, проявленные при форсировании Одера и в боях за удержание и расширение захваченного плацдарма на западном берегу реки.
Приказом Министра обороны от 6 мая 1975 года Герой Советского Союза гвардии старшина Н. С. Рыбаков навечно зачислен в гаубичный артиллерийский дивизион 1182-й гвардейский артиллерийский Новгородский Краснознамённый орденов Суворова 3-й степени, Кутузова 3-й степени, Богдана Хмельницкого 2-й степени и Александра Невского полк 106-й гвардейской воздушно-десантной дивизии (город Наро-Фоминск Московской области).

## Награды
- Медаль «За отвагу» (20.1.1945)[3]
- звание Героя Советского Союза (10.4.1945)[2]:
  - медаль «Золотая Звезда»
  - орден Ленина.